# Hopea fluvialis
Hopea fluvialis är en tvåhjärtbladig växtart som beskrevs av P. S. Ashtan. Hopea fluvialis ingår i släktet Hopea och familjen Dipterocarpaceae. Inga underarter finns listade i Catalogue of Life.